# Arkane Mohamed
Arkane Mohamed (Marsiglia, 11 ottobre 1993) è un calciatore francese naturalizzato comoriano, centrocampista del Volcan Club.

## Carriera

### Club
Dopo aver giocato nelle giovanili del Sochaux e del Digione, gioca nelle loro squadre riserve. Nel 2013 si trasferisce al Tarbes Pyrénées. Nel 2014 passa al Belfort. Nel 2015 viene acquistato dal Beauvais. Nel 2016 passa al Bergerac Périgord.

### Nazionale
Debutta in nazionale il 13 giugno 2015, in Burkina Faso-Comore.